# 紙飛行機 (Sano ibukiの曲)
「紙飛行機」（かみひこうき）はシンガーソングライターのSano ibukiの楽曲。萩原慎一郎と歌集 滑走路モチーフとした映画『滑走路』の主題歌。
2020年11月11日にEMI Records (Universal Music)より配信開始された。
CDとしては2021年7月7日発売の2ndアルバム『BREATH』に収録されている。

## 概要
映画『滑走路』の主題歌として、シンガーソングライターのSano ibukiが自ら作詞作曲し、秦基博やあいみょん、菅田将暉などを手掛けるTomi Yoによってサウンドプロデュースされ制作された。
歌人・萩原慎一郎のベストセラーとなった歌集 滑走路を以前から愛読しており、歌詞が短歌からの引用や萩原慎一郎へ宛てたものとなっている。ミュージックビデオは映画滑走路に出演する寄川歌太と木下渓が出演している。

## 収録曲
1. 紙飛行機
作詞・作曲：Sano ibuki、編曲・サウンドプロデュース：Tomi Yo、ストリングス：吉田宇宙ストリングス、エンジニア：西川陽介

## ミュージックビデオ

### 出演
- 寄川歌太
- 木下渓

### スタッフ
- 監督：大庭功睦
- 制作プロダクション：角川大映スタジオ